# Loa tĩnh điện
Loa tĩnh điện là một vật phát ra âm thanh,nhưng cơ chế phát ra âm thanh khác với loa điện động.Loa tĩnh điện hoạt động theo nguyên lý tĩnh điện,khi có sự biến thiên dòng điện,sẽ tạo ra sự hút đẩy liên tục màng loa tạo ra âm thanh.

## Cấu tạo
Loa tĩnh điện gồm 3
phần:tấm ứng điện,
màng loa và 2 trục.
Màng của loa tĩnh điện là một tấm film mỏng thường làm bằng polyexte,dày từ 2-20mm và được ngâm,tẩm trong một vật liệu dẫn điện và được kéo căng.Tấm ứng điện làm bằng thép được đục lỗ và tráng 1 lớp cách điện để tránh hiện tượng đánh lửa.Màng loa và tấm ứng điện này được cố định vào 2 trục.